# 茜浜

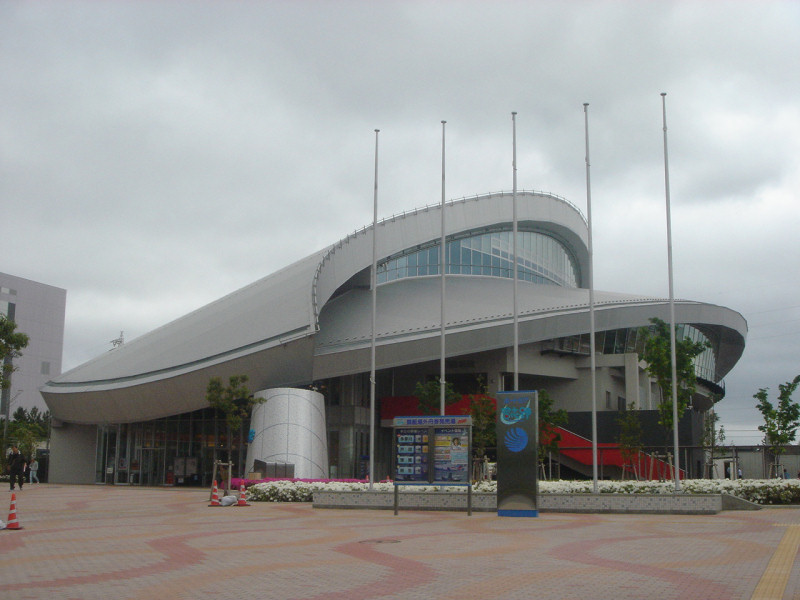
ボートピア習志野

茜浜（あかねはま）は千葉県習志野市の地名。現行行政地名は茜浜一丁目から茜浜三丁目。郵便番号は275-0024。

## 地理
習志野市の南部に位置する、全域が第2次埋立事業により、東京湾を埋め立ててできた地域で、北部をJR京葉線、中部を県道15号が通り、新習志野駅前には千葉県国際総合水泳場があり、主に工業用地となっている。
一丁目に谷津干潟、二丁目にJR京葉線新習志野駅、ハイパーモールメルクス、千葉県国際総合水泳場、三丁目に本田技研工業、千葉工業大学運動施設、茜浜緑地、日本経済新聞社千葉別館などがある。
東は菊田川を挟んで芝園、西は船橋市高瀨町、南は東京湾、北は秋津と接している。

## 地名の由来
冬の海に映える入り日が美しいことから｢茜浜｣とした。

### 沿革
- 1977年（昭和52年）　第2次埋立事業により、茜浜一丁目～三丁目が誕生。

## 町名の変遷
| 実施後     | 実施年月日 | 実施前（各町名ともその一部） |
| ---------- | ---------- | ---------------------------- |
| 茜浜一丁目 | 昭和52年   | （地名なし）                 |
| 茜浜二丁目 | 昭和52年   | （地名なし）                 |
| 茜浜三丁目 | 昭和52年   | （地名なし）                 |

## 世帯数と人口
2017年（平成29年）10月31日現在の世帯数と人口は以下の通りである。
| 丁目               | 世帯数 | 人口 |
| ------------------ | ------ | ---- |
| 茜浜一丁目・三丁目 | 22世帯 | 22人 |

## 小・中学校の学区
市立小・中学校に通う場合、学区は以下の通りとなる。
| 丁目       | 番地 | 小学校               | 中学校               |
| ---------- | ---- | -------------------- | -------------------- |
| 茜浜一丁目 | 全域 | 習志野市立秋津小学校 | 習志野市立第七中学校 |
| 茜浜二丁目 | 全域 | 習志野市立秋津小学校 | 習志野市立第七中学校 |
| 茜浜三丁目 | 全域 | 習志野市立秋津小学校 | 習志野市立第七中学校 |

## 施設
- 東日本旅客鉄道（JR東日本）京葉線新習志野駅
- 千葉県国際総合水泳場
- 本田技研工業
- 千葉工業大学運動施設
- 谷津干潟
- 茜浜緑地
- ハイパーモールメルクス
- 障害者就業・生活支援センターあかね園
- プロロジスパーク習志野3, 4, 5